# كين رولاندز
كين رولاندز (بالإنجليزية: Ken Rowlands)‏ مواليد 3 يوليو 1927 في ويلز، هو ملاكم محترف ويلزي سابق صنّف ضمن فئة وزن خفيف الثقيل.

## إحصائيات
خاض خلال مسيرته 68 نزالا، فاز في 40 وتعادل في 5 وخسر في 23. فاز بالضربة القاضية في 18 نزالا.

## روابط خارجية
- كين رولاندز على موقع بوكس ريك (الإنجليزية) (registration required)